# Higher (Taio Cruz)
Higher is de derde single in België van het album Rokstarr van Taio Cruz.
Het was oorspronkelijk een song van Cruz alleen, maar later werd het een samenwerking met de Australische zangeres Kylie Minogue. Deze versie is in de Ultratop 50 tot de twaalfde plek gestegen. Ook is er een versie met Travie McCoy. Deze versie staat in onder andere de Nederlandse en Amerikaanse hitparades. Van beide versies is er al een videoclip verschenen op VEVO & YouTube. Eind januari 2011 komt er ook een versie uit met de Vlaamse meidengroep K3, die zal worden uitgebracht in Nederland en België (en de rest van Europa). Hoewel het eerst zou gaan om een grap, bevestigde een woordvoerder van Studio 100 het nieuws op 18 januari 2011 in MetMichiel op 3FM.

## Hitnoteringen

### Nederlandse Top 40
| Hitnotering: 22-01-2011 t/m 14-05-2011 | Hitnotering: 22-01-2011 t/m 14-05-2011 | Hitnotering: 22-01-2011 t/m 14-05-2011 | Hitnotering: 22-01-2011 t/m 14-05-2011 | Hitnotering: 22-01-2011 t/m 14-05-2011 | Hitnotering: 22-01-2011 t/m 14-05-2011 | Hitnotering: 22-01-2011 t/m 14-05-2011 | Hitnotering: 22-01-2011 t/m 14-05-2011 | Hitnotering: 22-01-2011 t/m 14-05-2011 | Hitnotering: 22-01-2011 t/m 14-05-2011 | Hitnotering: 22-01-2011 t/m 14-05-2011 | Hitnotering: 22-01-2011 t/m 14-05-2011 | Hitnotering: 22-01-2011 t/m 14-05-2011 | Hitnotering: 22-01-2011 t/m 14-05-2011 | Hitnotering: 22-01-2011 t/m 14-05-2011 | Hitnotering: 22-01-2011 t/m 14-05-2011 | Hitnotering: 22-01-2011 t/m 14-05-2011 | Hitnotering: 22-01-2011 t/m 14-05-2011 | Hitnotering: 22-01-2011 t/m 14-05-2011 |
| Week:                                  | 1                                      | 2                                      | 3                                      | 4                                      | 5                                      | 6                                      | 7                                      | 8                                      | 9                                      | 10                                     | 11                                     | 12                                     | 13                                     | 14                                     | 15                                     | 16                                     | 17                                     |                                        |
| -------------------------------------- | -------------------------------------- | -------------------------------------- | -------------------------------------- | -------------------------------------- | -------------------------------------- | -------------------------------------- | -------------------------------------- | -------------------------------------- | -------------------------------------- | -------------------------------------- | -------------------------------------- | -------------------------------------- | -------------------------------------- | -------------------------------------- | -------------------------------------- | -------------------------------------- | -------------------------------------- | -------------------------------------- |
| Positie:                               | 34                                     | 31                                     | 28                                     | 20                                     | 12                                     | 12                                     | 10                                     | 10                                     | 10                                     | 8                                      | 7                                      | 7                                      | 12                                     | 16                                     | 17                                     | 23                                     | 40                                     | uit                                    |

### NederlandseSingle Top 100
| Hitnotering: 15-01-2011 t/m 21-05-2011 | Hitnotering: 15-01-2011 t/m 21-05-2011 | Hitnotering: 15-01-2011 t/m 21-05-2011 | Hitnotering: 15-01-2011 t/m 21-05-2011 | Hitnotering: 15-01-2011 t/m 21-05-2011 | Hitnotering: 15-01-2011 t/m 21-05-2011 | Hitnotering: 15-01-2011 t/m 21-05-2011 | Hitnotering: 15-01-2011 t/m 21-05-2011 | Hitnotering: 15-01-2011 t/m 21-05-2011 | Hitnotering: 15-01-2011 t/m 21-05-2011 | Hitnotering: 15-01-2011 t/m 21-05-2011 | Hitnotering: 15-01-2011 t/m 21-05-2011 | Hitnotering: 15-01-2011 t/m 21-05-2011 | Hitnotering: 15-01-2011 t/m 21-05-2011 | Hitnotering: 15-01-2011 t/m 21-05-2011 | Hitnotering: 15-01-2011 t/m 21-05-2011 | Hitnotering: 15-01-2011 t/m 21-05-2011 | Hitnotering: 15-01-2011 t/m 21-05-2011 | Hitnotering: 15-01-2011 t/m 21-05-2011 | Hitnotering: 15-01-2011 t/m 21-05-2011 | Hitnotering: 15-01-2011 t/m 21-05-2011 |
| Week:                                  | 1                                      | 2                                      | 3                                      | 4                                      | 5                                      | 6                                      | 7                                      | 8                                      | 9                                      | 10                                     | 11                                     | 12                                     | 13                                     | 14                                     | 15                                     | 16                                     | 17                                     | 18                                     | 19                                     |                                        |
| -------------------------------------- | -------------------------------------- | -------------------------------------- | -------------------------------------- | -------------------------------------- | -------------------------------------- | -------------------------------------- | -------------------------------------- | -------------------------------------- | -------------------------------------- | -------------------------------------- | -------------------------------------- | -------------------------------------- | -------------------------------------- | -------------------------------------- | -------------------------------------- | -------------------------------------- | -------------------------------------- | -------------------------------------- | -------------------------------------- | -------------------------------------- |
| Positie:                               | 54                                     | 40                                     | 41                                     | 37                                     | 26                                     | 29                                     | 22                                     | 16                                     | 17                                     | 15                                     | 29                                     | 27                                     | 35                                     | 35                                     | 50                                     | 43                                     | 48                                     | 69                                     | 88                                     | uit                                    |

### VlaamseUltratop 50
| Hitnotering: 04-12-2010 t/m 05-03-2011 | Hitnotering: 04-12-2010 t/m 05-03-2011 | Hitnotering: 04-12-2010 t/m 05-03-2011 | Hitnotering: 04-12-2010 t/m 05-03-2011 | Hitnotering: 04-12-2010 t/m 05-03-2011 | Hitnotering: 04-12-2010 t/m 05-03-2011 | Hitnotering: 04-12-2010 t/m 05-03-2011 | Hitnotering: 04-12-2010 t/m 05-03-2011 | Hitnotering: 04-12-2010 t/m 05-03-2011 | Hitnotering: 04-12-2010 t/m 05-03-2011 | Hitnotering: 04-12-2010 t/m 05-03-2011 | Hitnotering: 04-12-2010 t/m 05-03-2011 | Hitnotering: 04-12-2010 t/m 05-03-2011 | Hitnotering: 04-12-2010 t/m 05-03-2011 | Hitnotering: 04-12-2010 t/m 05-03-2011 | Hitnotering: 04-12-2010 t/m 05-03-2011 |
| Week:                                  | 1                                      | 2                                      | 3                                      | 4                                      | 5                                      | 6                                      | 7                                      | 8                                      | 9                                      | 10                                     | 11                                     | 12                                     | 13                                     | 14                                     |                                        |
| -------------------------------------- | -------------------------------------- | -------------------------------------- | -------------------------------------- | -------------------------------------- | -------------------------------------- | -------------------------------------- | -------------------------------------- | -------------------------------------- | -------------------------------------- | -------------------------------------- | -------------------------------------- | -------------------------------------- | -------------------------------------- | -------------------------------------- | -------------------------------------- |
| Positie:                               | 34                                     | 31                                     | 18                                     | 14                                     | 14                                     | 15                                     | 16                                     | 12                                     | 14                                     | 14                                     | 22                                     | 24                                     | 32                                     | 37                                     | uit                                    |